# Pilgerkirche (Schönstatt)
Die Pilgerkirche ist eine römisch-katholische Kirche in Schönstatt, einem Stadtteil von Vallendar im Landkreis Mayen-Koblenz in Rheinland-Pfalz.
Sie ist dem Patrozinium der Dreimal Wunderbaren Mutter geweiht und dient als Wallfahrtskirche für die nach Schönstatt kommenden Pilger und die Gemeinschaften der Schönstattbewegung.

## Lage
Die Pilgerkirche befindet sich im Tal von Schönstatt, etwa 400 m östlich des Urheiligtums zwischen der Hillscheider Straße im Norden und dem Hillscheider Bach im Süden. In unmittelbarer Nachbarschaft befinden sich westlich das Zentrum der Schönstattbewegung Mädchen/Junge Frauen  Haus Sonnenau und am südlichen Hang gelegen der große Pilgerplatz. Mit der Pilgerzentrale und dem Pilgerhaus befinden sich zwei weitere Anlaufpunkte für Pilger des Marienwallfahrtsortes in der Nähe.

## Geschichte
Als Ersatz für das vorher am gleichen Ort stehende Pilgerzelt wurde im Jahr 1999 die Pilgerkirche errichtet.

## Baubeschreibung

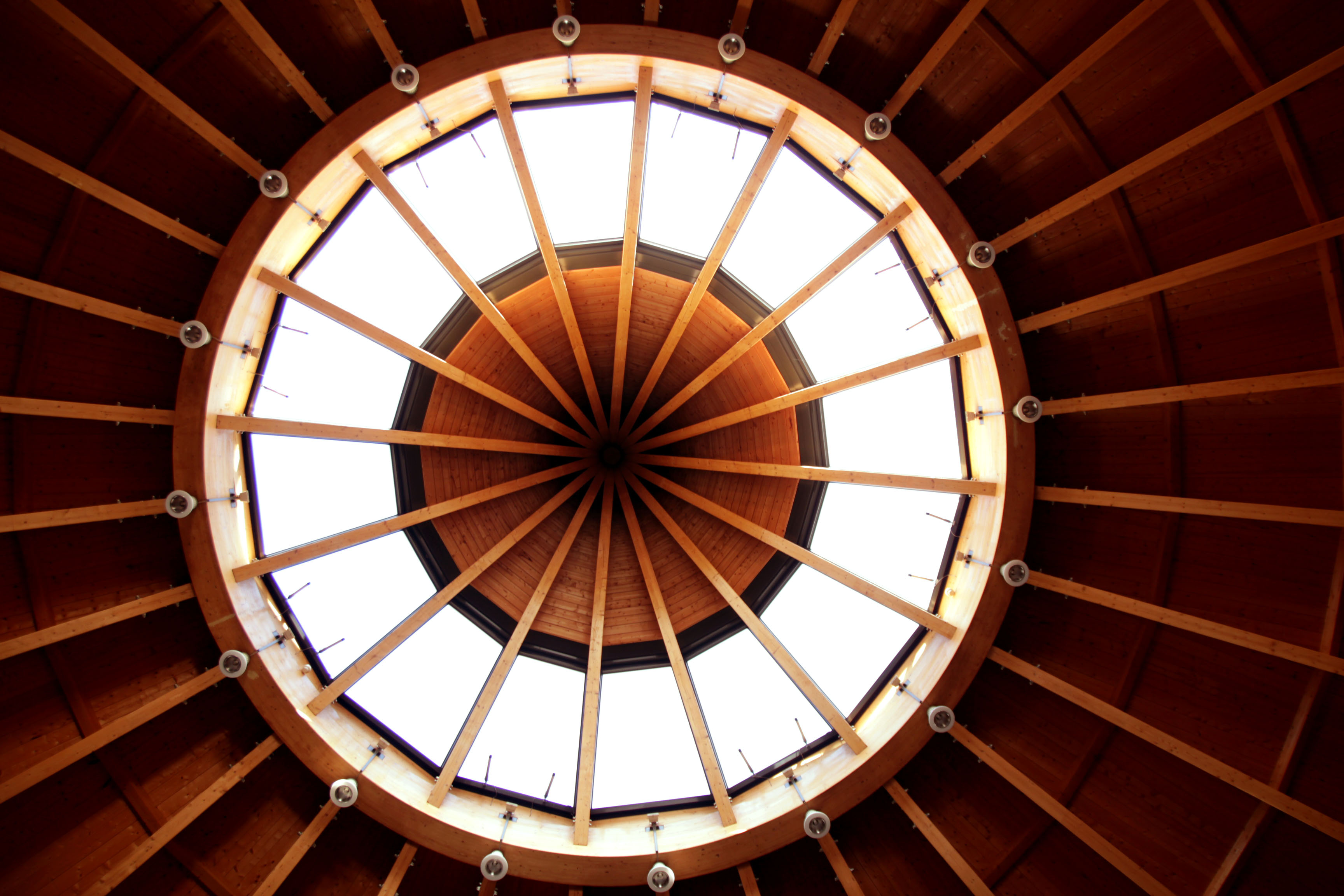
Blick in die Spitze der Pilgerkirche

Die Kirche ist als Rundkirche mit 50 m Durchmesser in Zeltform errichtet und hat etwa 1350 einzeln bestuhlte Sitzplätze.
Die von 32 Trägern aus Brettschichtholz getragene Dachkonstruktion verjüngt sich nach oben hyperbolisch und erreicht über dem Mittelpunkt eine Höhe von 23,5 m. Diese Form soll symbolisieren, dass „Gott uns an sich zieht“. 
In einer Höhe von 12,6 m befindet sich ein Druckring mit einem Durchmesser von 9,5 m. Oberhalb des Druckrings sind in Ringform große Dachfenster eingelassen, die für eine natürliche Beleuchtung sorgen und Christus als Licht der Welt symbolisieren.

„Aus dieser irdischen Runde richtet sich der Blick nach oben: zum Licht, zum Kreuz, zur Spitze, in das Unendliche.“

Die gesamte Trägerkonstruktion besteht aus 220 m³ Fichten- und Tannenleimholz mit einem Gewicht von 110 Tonnen.
Die  Grundfläche beträgt etwa 2000 m² und der Boden ist mit spanischem  Granit Amarillo Fiorito ausgelegt. Unter den Sitzreihen befindet sich sibirisches Lärchenholz. Im Mittelpunkt ist eine Plakette eingelassen, die auf das Patrozinium der Mater ter admirabilis verweist.
An der Nordseite befindet sich in einem Kreissegment von 90° der langgezogene, um 5 Stufen erhöhte Altarraum, der ebenfalls mit spanischem Granit ausgelegt ist. Die weiße Altarrückwand ist im mittleren Drittel gerade und hat rechts und links etwas nach vorne gewinkelte Flanken. Zwischen Altar und der Außenwand ist die Sakristei untergebracht.
Zwischen den Dachträgern befinden sich an den Außenwänden Beichtstühle und Seitenkapellen.

## Ausstattung
Der Tabernakel, das Kreuz und der Bilderrahmen des Gnadenbildes wurden von der chilenischen Künstlerin Fernandes gestaltet.
Am Altar feierte bereits der Gründer der Schönstattbewegung, Pater Josef Kentenich, die Messe.